# Piraí do Sul
Piraí do Sul è un comune del Brasile nello Stato del Paraná, parte della mesoregione del Centro Oriental Paranaense e della microregione di Jaguariaíva. La città si trova a 184 km dalla capitale Curitiba.